# 成体干细胞
成体干细胞（英語：somatic stem cell）是未分化的细胞，在发育后在整个身体中发现，其通过细胞分裂而增殖以补充垂死细胞并再生受损的组织。更准确地名称为“体细胞干细胞”（来自希腊语Σωματικóς，意思是身体），因为它们通常在幼体（儿童）比在成年动物和人体更丰富。
对成体干细胞的科学兴趣集中在它们无限地分裂或自我更新的能力，并产生它们起源的器官的所有细胞类型，具有潜力从几个细胞再生出整个器官。与胚胎干细胞不同，人类成体干细胞在研究和治疗中的使用不被认为是有争议的，因为它们来自成人组织样品，而不是指定用于科学研究的人类胚胎。它们主要被用于在人类和模式生物例如小鼠和大鼠中研究。

干细胞分裂和分化。 A：干细胞; B：祖细胞; C：分化细胞; 1：对称干细胞分裂; 2：不对称干细胞分裂; 3：祖细胞分裂; 4：最终分化

## 定义的属性
干细胞具有两种属性：
- 自我更新，其是经历多个细胞分裂周期同时仍保持其未分化状态的能力。
- 多分化能性（multipotency ），其是产生几种不同细胞类型（例如神經膠質細胞和神经元）的后代的能力，而不是单能性（Unipotency），这是限于产生单一细胞类型的细胞的术语。然而，一些研究人员不认为多分化能性是必要的，并认为单能自我更新干细胞可以存在[1]。

## 谱系
为了确保自我更新，干细胞经历两种类型的细胞分裂（参见“干细胞分裂和分化”图）。对称分裂产生两个相同的子细胞，两者都具有干细胞特性，而不对称分裂仅产生一个干细胞和具有有限的自我更新潜能的祖细胞。祖细胞可以经历几轮细胞分裂，然后最终分化成成熟细胞。据信对称和不对称分裂之间的分子差异在于子细胞之间的细胞膜蛋白（例如受体）的差异分离。

## 信号通路
成体干细胞研究一直集中在揭示控制其自我更新和分化的一般分子机制。
- Notch

Notch信号通路已被发育生物学家知道了几十年。其在干细胞增殖的控制中的作用现在已经几种细胞的类型中被证明了，包括造血的，神经的和乳腺的干细胞。
- Wnt

这些发育途径也强烈地被牵涉作为干细胞调节剂。
- TGFβ（英语：TGF beta signaling pathway）

细胞因子的TGFβ家族调节正常的和癌症干细胞的干性（stemness）。

## 类型

### 造血干细胞
造血干细胞在骨髓和脐带血中发现并产生所有血细胞类型。

### 间充质干细胞
间充质干细胞（MSC）是基质来源的，并且可以分化成多种组织。间充质干细胞已经从胎盘，脂肪组织，肺，骨髓和血液，来自脐带的華通氏膠和牙齿（牙髓和牙周韧带的血管周围龛）中分离。间充质干细胞由于其分化，提供营养支持和调节先天免疫应答的能力而对临床治疗有吸引力。

## 成体干细胞疗法
成体干细胞的治疗潜力是许多科学研究的焦点，因为它们从患者收获的能力。与胚胎干细胞一样，成体干细胞具有分化成多于一种细胞类型的能力，但是与前者不同，它们通常局限于某些类型或“谱系”。一个谱系的分化的干细胞产生不同谱系的细胞的能力称为转分化（Transdifferentiation）。

## 成体干细胞和癌症
近年来，对成体干细胞的概念的接受已经增加。现在有一个假说，干细胞驻留在许多成人组织，这些独特的细胞库不仅负责正常的修复和再生过程，但也被认为是遗传和表观遗传变化的主要目标，最终导致许多异常条件包括癌症。

## 参阅
- 诱导性多能干细胞